# Hyphodiscus incrustatus
Hyphodiscus incrustatus är en svampart som först beskrevs av Job Bicknell Ellis, och fick sitt nu gällande namn av Raitv. 2004. Hyphodiscus incrustatus ingår i släktet Hyphodiscus, ordningen disksvampar, klassen Leotiomycetes, divisionen sporsäcksvampar och riket svampar.   Inga underarter finns listade i Catalogue of Life.